# Februarikrisen
Februarikrisen inträffade i februari år 1942 då tyskarna började bygga upp en slagstyrka i Norge för invasion av Sverige eftersom Hitler var missnöjd med det bristande svenska stödet till krigföringen och för att han inte trodde att Sverige skulle försvara sig mot britterna om de invaderade (genom Norge).
Detta visste man i Sverige eftersom den svenska underrättelsetjänsten knäckt de tyska koderna och kunde läsa de tyska diplomatiska telegrammen. Som svar på detta mobiliserades totalt trehundratusen man i en jättelik militärövning i Jämtland i trettiogradig kyla. Man uttalade även till det finska sändebudet i Stockholm att Sverige skulle försvara sig mot britterna i händelse av invasion i hopp om att tyskarna skulle snappa upp detta (vilket också skedde).